# Михеевская (Вожегодский район)
Михеевская — деревня в Вожегодском районе Вологодской области.
Входит в состав Явенгского сельского поселения, с точки зрения административно-территориального деления — в Явенгский сельсовет.
Расстояние до районного центра Вожеги по автодороге — 25 км, до центра муниципального образования Базы по прямой — 5 км. Ближайшие населённые пункты — Сенкинская, Екимовская, Февральский.
По переписи 2002 года население — 10 человек.